# 68 d'Aquari
68 d'Aquari (68 Aquarii) és una estrella de la Constel·lació d'Aquari. La seva magnitud aparent és 5,24. És una estrella amb un elevat moviment propi. Té la designació HD 215721 en el Catàleg Henry Draper. Es tracta d'una estrella gegant groga; posseeix una magnitud absoluta de 0,7 i la seva velocitat radial positiva indica que l'estrella s'allunya del sistema solar.

## Observació
Es tracta d'una estrella situada a l'hemisferi celeste austral, molt a prop de l'equador celeste; el que comporta que pugui ser observada des de totes les regions habitades de la Terra, exceptuant el cercle polar àrtic. A l'hemisferi sud sembla circumpolar només en les àrees més internes de l'Antàrtida, sent de magnitud 5,3 és observable a ull nu en condicions adequades de foscor del cel. El millor període per a la seva observació és entre els mesos d'agost i desembre. El període de visibilitat és pràcticament el mateix en els dos hemisferis degut a la seva posició propera a l'equador celeste.